# Ruže cvetaju samo u pesmama
Ruže cvetaju samo u pesmama četvrti je studijski album srpske pjevačice Dragane Mirković, izdan 1987. u nakladi Diskosa.
S ovim albumom, Dragana je postala ozbiljna i zrela pjevačica. Kroz cijeli album čuju se električna i bas gitara, što ga čini modernijim i drugačijim od onoga što je prethodno snimila. Najveći hit, uz naslovnicu, bila je pjesma „Ne veruj im srećo”, a pored nje izdvojile su se i „Dođi i reci mi da me voliš”, „Ili ona ili ja” i „Treba mi neko”. 

## Popis pjesama
| Br. | Skladba                       | Trajanje |
| --- | ----------------------------- | -------- |
| 1.  | »Ne veruj im, srećo«          | 2:58     |
| 2.  | »Šta ćemo biti«               | 2:10     |
| 3.  | »Ruže cvetaju samo u pesmama« | 3:47     |
| 4.  | »Dobro dušo, mili moj«        | 2:08     |
| 5.  | »Ili ona, ili ja«             | 3:04     |
| 6.  | »Dođi i reci da me voliš«     | 2:55     |
| 7.  | »Kolevke se ljuljaju polako«  | 2:41     |
| 8.  | »Treba mi neko«               | 3:15     |
| 9.  | »Šta bih bez tebe ja«         | 3:52     |

## Izdanja
| Regija          | Datum | Format(i)  | Izdavač      |
| --------------- | ----- | ---------- | ------------ |
| SFR Jugoslavija | 1987. | LP, kaseta | Diskos       |
| SR Jugoslavija  | 1994. | kaseta     | Južni vetar  |
| SR Jugoslavija  | 1998. | CD         | Južni vetar  |
| SR Jugoslavija  | 2000. | kaseta     | Hi-Fi centar |